# Amat-Šamaš
Amat-Šamaš war eine Šamaš-Nadītum in Sippar. Sie war die Tochter von Sumu-Addu und Schwester von Iltani, der Königin von Karana. Ihre Aufgabe in Sippar bestand im fortdauernden Gebet für das Leben ihres Vaters – parallel zur Aufgabe von Erišti-Aja, der Prinzessin von Mari.